# شوي (مقاطعة بانة)
شوي (بالفارسية: شوی) هي قرية تقع في إيران في البلدة المركزية. يقدر عدد سكانها بـ 1,424 نسمة .